# 打虎亭汉墓
打虎亭汉墓位於中國河南省鄭州新密市的牛店镇打虎亭村，分为东西两墓，发现时地表残存两座高十余米大冢，西冢较大，编为一号墓，东冢较小，编为二号墓。两者的墓室都采用砖石混合结构，并用白灰砌缝筑成。墓内有画像石并绘有壁画。其中二號墓的壁畫發掘於1960年至1961年。
该墓是中国现存规模最大的汉代墓地之一，1982年列入全国重点文物保护单位。